# Skorradalsvatn
Le Skorradalsvatn est un lac de l'ouest de l'Islande d'une longueur d'environ quinze kilomètres et d'une superficie de 14,7 km2,. Il est situé dans une vallée étroite entre le Hvalfjörður et le Reykholtsdalur (voir Reykholt).

## Description
Des montagnes assez hautes, comme le volcan Skarðsheiði (1 041 m), entourent le lac. Des actions gouvernementales de reboisement ont eu lieu.

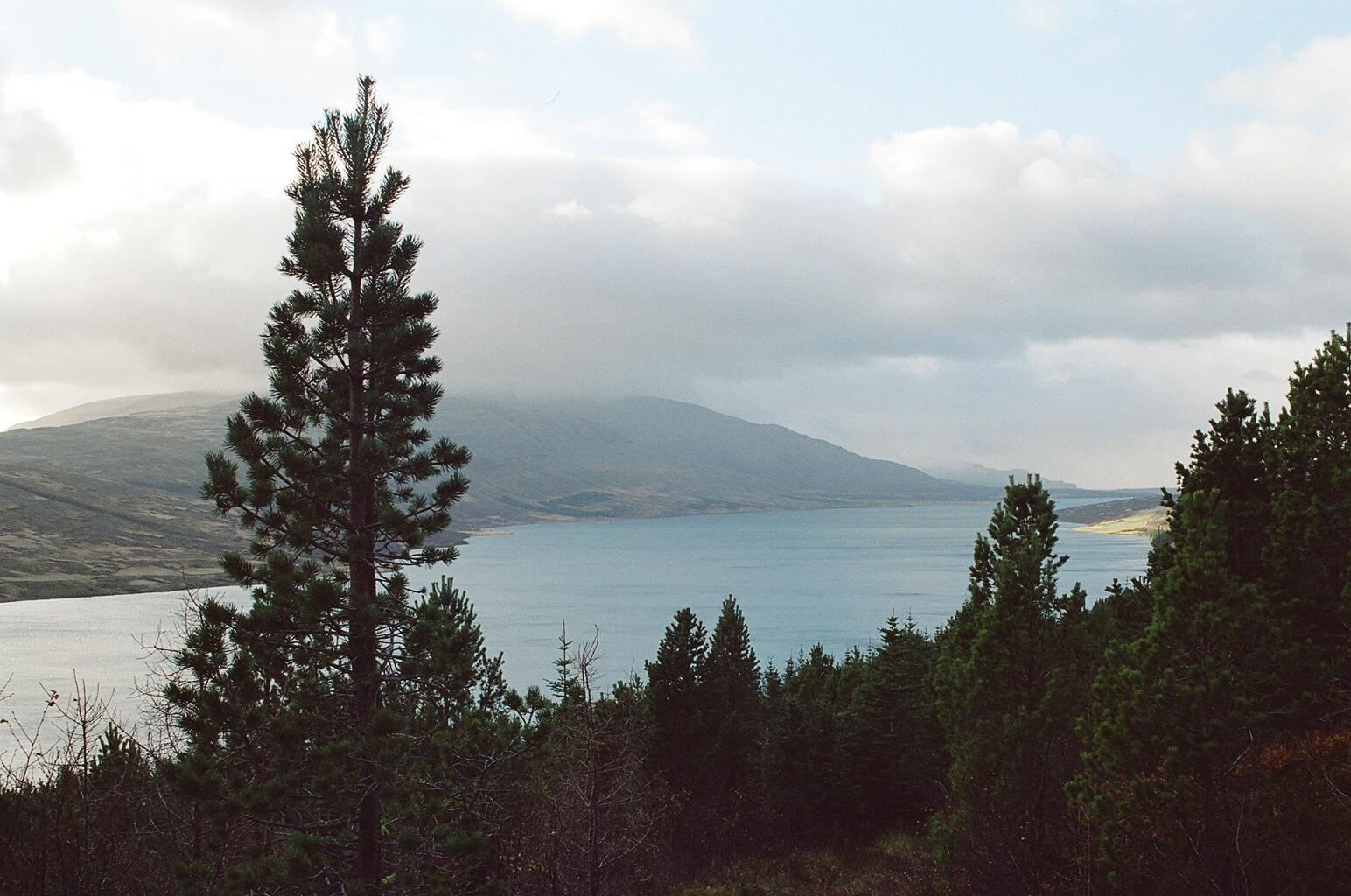
Le lac vu de l'ouest

Le lac a été en partie transformé en réservoir et de ce fait, le niveau de la surface de l'eau s'est élevé. Une forte mortalité soudaine des poissons montre que ces animaux n'ont pu s'adapter à ce changement.
Les abords du lac, sur lesquels se trouve nombre de résidences secondaires, n'est accessible que par des pistes non goudronnées. 

## Galerie

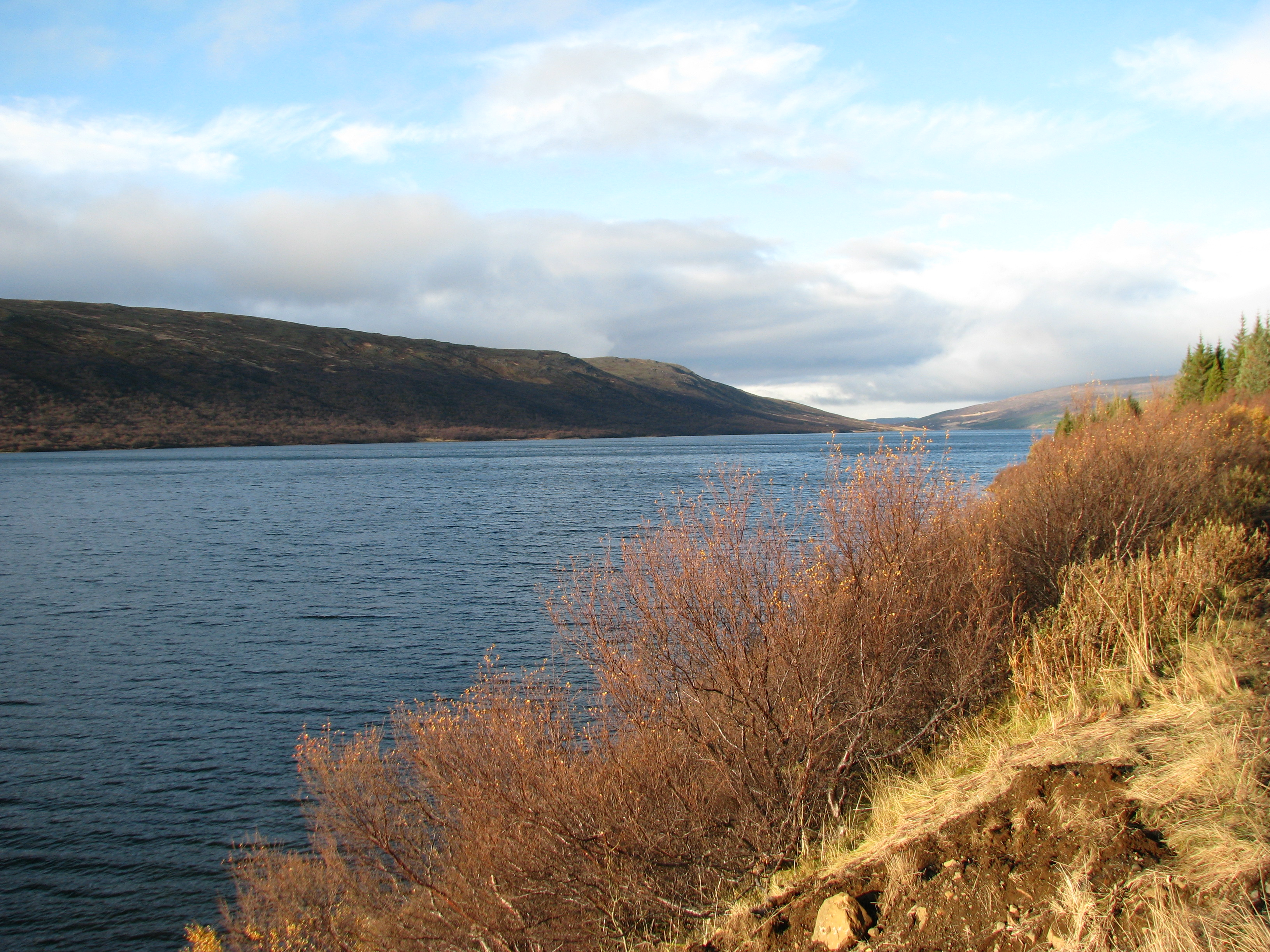
Skorradalsvatn.
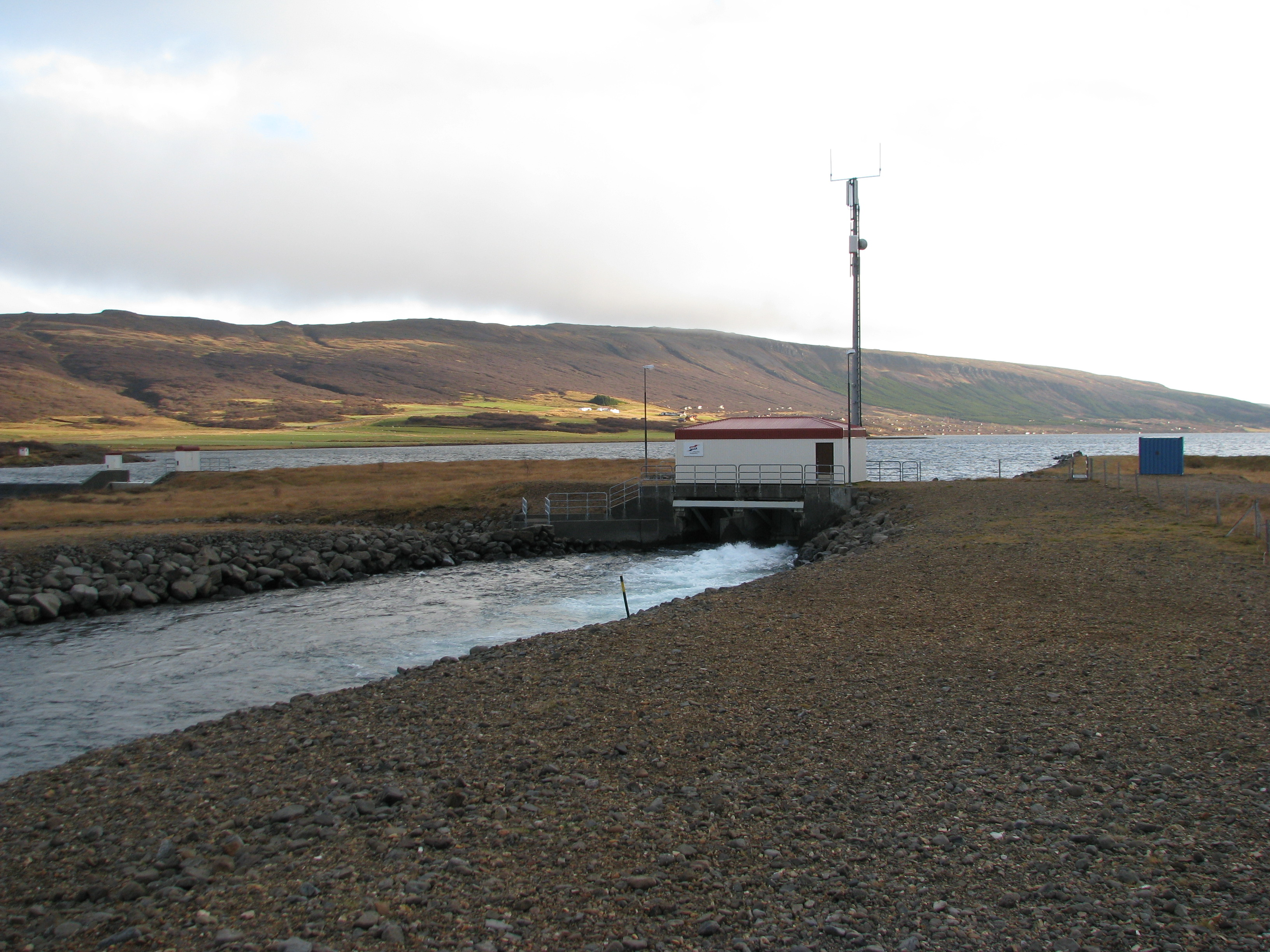
le barrage et la centrale hydroélectrique
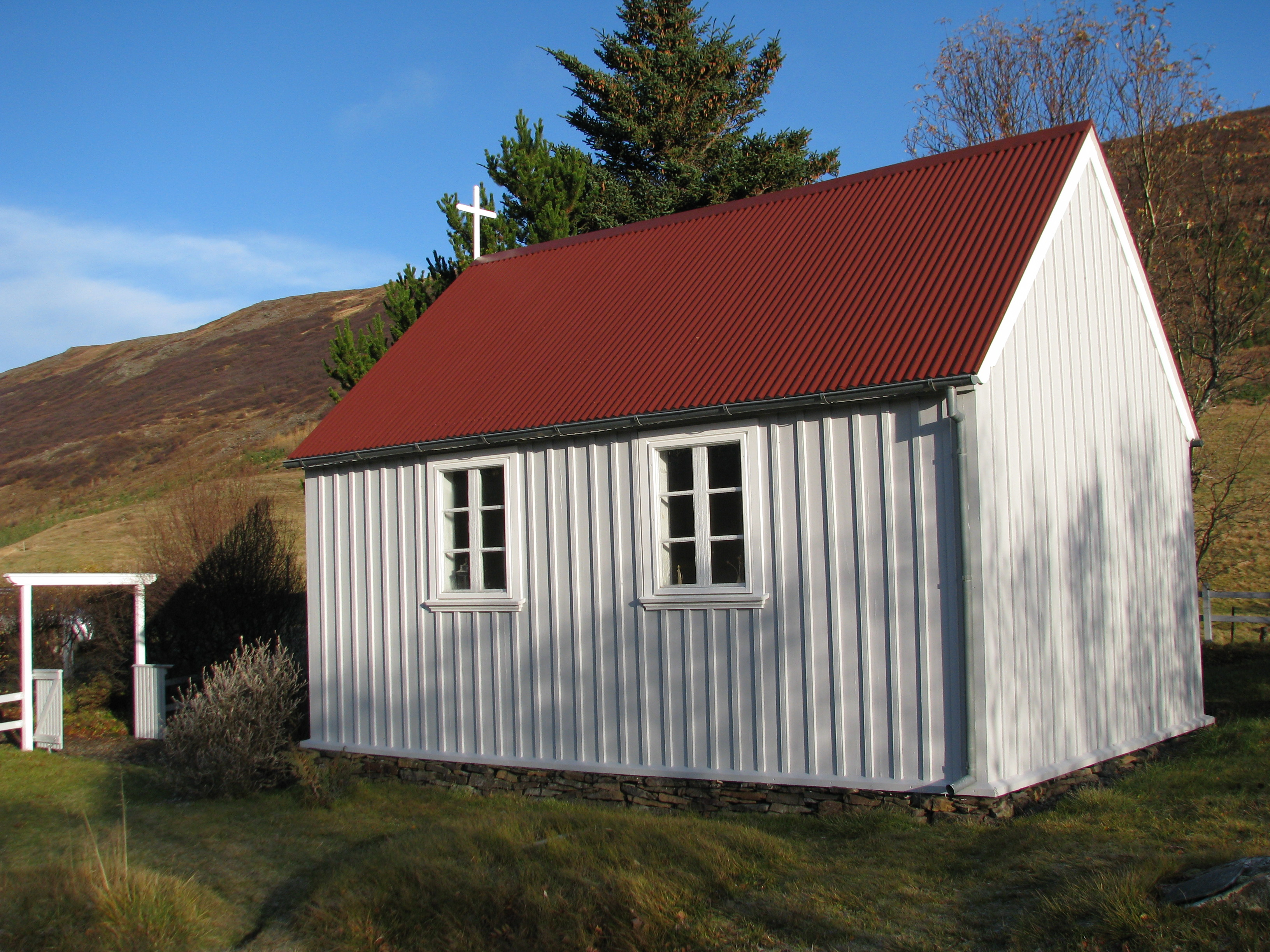
l'église de Fitjar.
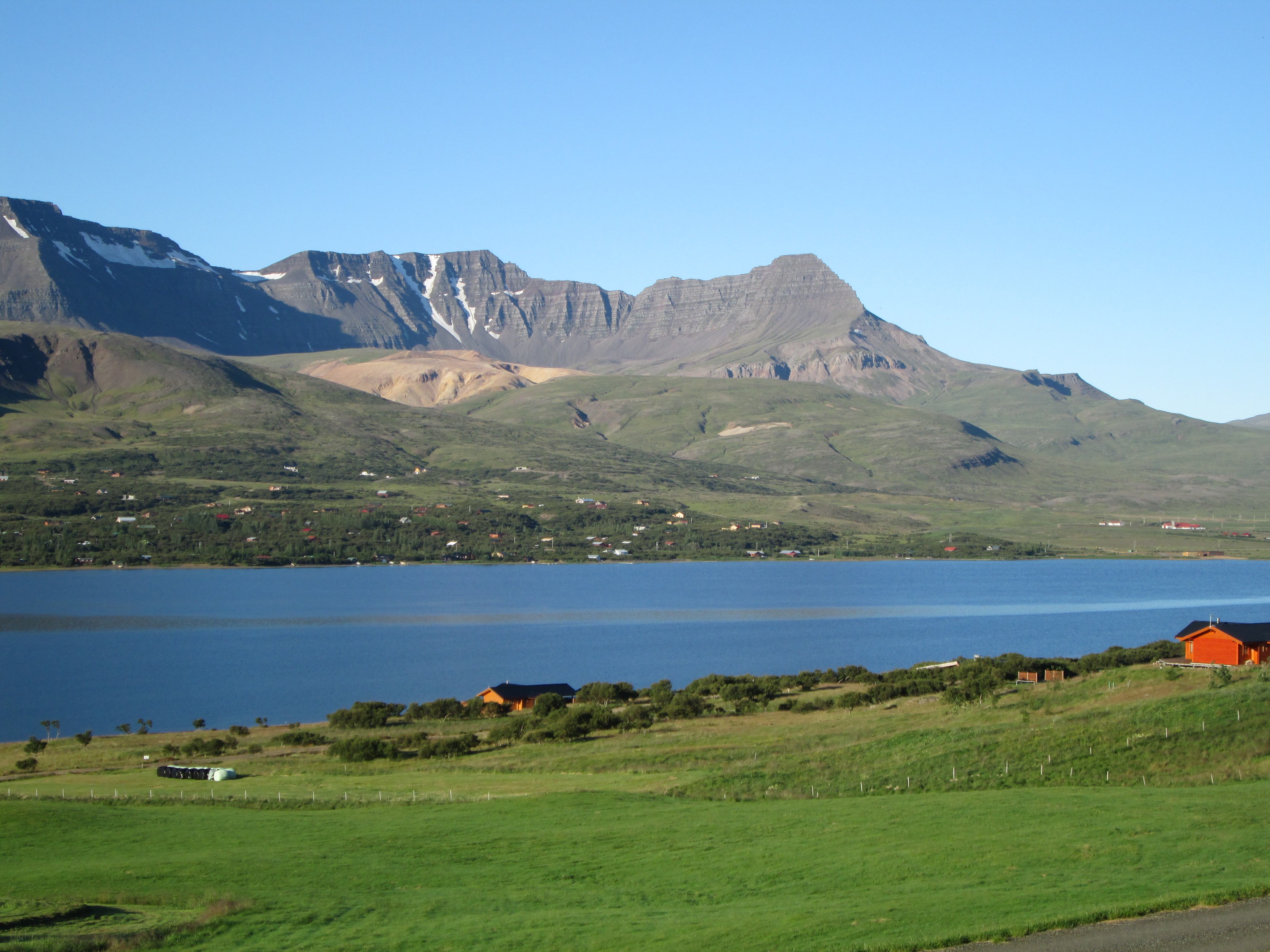
Skessuhorn derrière le lac